# Sygnał diagnostyczny
Sygnał diagnostyczny – w diagnostyce technicznej jest to sygnał, którego przebieg przenosi informacje o stanie technicznym badanego obiektu. Sygnał określany jest przez charakteryzujące go wielkości fizyczne, które mogą być mierzone.  Na ogół tylko niektóre cechy sygnału diagnostycznego zawierają informacje o stanie układu (urządzenia lub procesu). Parametry wielkości charakteryzujących sygnał muszą spełniać następujące warunki: czułość, jednoznaczność, stabilność. Działania mające na celu wyodrębnienie cech charakteryzujących sygnał, określane są jako analiza sygnału diagnostycznego.